# Bismut(V)fluoride
Bismut(V)fluoride is een anorganische verbinding met de formule {\displaystyle {\ce {BiF5}}}. Het is een witte, zeer reactieve stof. {\displaystyle {\ce {BiF5}}} is momenteel (februari 2024) vooral wetenschappelijk interessant. Technische toepassingen zijn niet bekend.

## Structuur
{\displaystyle {\ce {BiF5}}} heeft een polymere structuur, bestaande uit trans-gebrugde, via hoekpunten gekoppelde octaëdrische {\displaystyle {\ce {BiF6}}}-eenheden. De keten bestaat uit een serie {\displaystyle {\ce {-F-Bi-F-Bi-}}}-eenheden, waarbij de bismut-atomen ieder ook nog vier niet-bruggende fluor-atomen dragen. Deze zelfde structuur wordt ook aangetroffen in uranium(V)fluoride {\displaystyle {\ce {(\ \alpha -UF5\ )}}}.
|                                                 |                                 |
| Keten van {\displaystyle {\ce {BiF5}}} eenheden | Stapeling van de polymeerketens |

## Synthese
{\displaystyle {\ce {BiF5}}} kan bereid worden door bismut(III)fluoride te behandelen met fluorgas bij 500 °C.
{\displaystyle {\ce {BiF3\ +\ F2\ ->[{\ce {500\ ^{\circ }C}}]\ BiF5}}}
Een alternatieve synthese gebruikt chloortrifluoride als fluoriderend reagens:
{\displaystyle {\ce {BiF3\ +\ ClF3\ ->[{\ce {350\ ^{\circ }C}}]\ BiF5\ +\ ClF}}}

## Reacties
Bismut(V)fluoride is het meest reactieve pentafluoride in de stikstofgroep en het is een extreem sterk fluoriderend reagens. Met water reageert het zeer heftig onder vorming van ozon en zuurstofdifluoride. Bij kamertemperatuur is ook de reactie met jood en zwavel al heftig. {\displaystyle {\ce {BiF5}}} fluorideert petroleum (en in het algemeen koolwaterstoffen) tot fluorkoolstof-verbindingen bij de relatief lage temperatuur van 50 °C en oxideert uranium(IV)fluoride tot het hexafluoride bij 150 °C. Met alkalimetaalfluorides reageert het als een lewiszuur en worden verbindingen met het hexafluorbismutaat(V)-ion gevormd.
{\displaystyle {\ce {BiF5\ +\ NaF\ ->\ Na[BiF6]}}}
In waterstoffluoride reageert {\displaystyle {\ce {BiF5}}} met nikkelfluoride tot het nikkelzout met dit anion, waarvan dan weer complexen met acetonitril kunnen worden gemaakt. Met een sterke fluoride-donor als xenondifluoride {\displaystyle {\ce {(\ XeF2\ )}}} worden, afhankelijk van de mengerhouding, diverse producten gevormd:
{\displaystyle {\ce {2XeF2 + BiF5 -> [Xe2F3][BiF6]}}}
{\displaystyle {\ce {XeF2 + BiF5 -> [XeF][BiF6]}}}
{\displaystyle {\ce {XeF2 + 2BiF5 -> [XeF][Bi2F11]}}}